# Hrvatski nogometni kup 1997-1998
La Hrvatski nogometni kup 1997./98. (coppa croata di calcio 1997-98) fu la settima edizione della coppa nazionale croata, fu organizzata dalla Federazione calcistica della Croazia e fu disputata dal agosto 1997 al maggio 1998.
Il detentore era il Croazia Zagabria, che in questa edizione si ripeté: fu il suo quarto titolo nella competizione, l'undicesimo contando anche i sette della Coppa di Jugoslavia. Avendo vinto anche il campionato, il Croazia realizzò il suo terzo double (doppia corona, "dvostruka kruna" in croato, "dupla kruna" in serbo).
La finalista sconfitta, Varteks Varaždin, ottenne l'accesso alla Coppa delle Coppe 1998-1999.

## Partecipanti
Le 16 squadre col ranking di coppa migliore sono ammesse di diritto. Gli altri 16 posti sono stati assegnati attraverso qualificazioni.
| Ammesse di diritto | Passate attraverso le qualificazioni    | Passate attraverso le qualificazioni | Passate attraverso le qualificazioni | Passate attraverso le qualificazioni |         |
| Ammesse di diritto | Regione                                 | Squadre                              | Squadre                              | Squadre                              | Squadre |
| --- | --------------------------------------- | ------------------------------------ | ------------------------------------ | ------------------------------------ | ------- |
| - Belišće - Bjelovar - Cibalia - Croatia Đakovo - Croazia Zagabria - Dubrovnik - Hajduk Spalato - Inker Zaprešić - Marsonia - Osijek - Rijeka - Sebenico - Segesta - Varteks Varaždin - Zara - NK Zagabria | Regione di Zagabria                     | PIK Vrbovec                          | Napredak Velika Mlaka                |                                      |         |
| - Belišće - Bjelovar - Cibalia - Croatia Đakovo - Croazia Zagabria - Dubrovnik - Hajduk Spalato - Inker Zaprešić - Marsonia - Osijek - Rijeka - Sebenico - Segesta - Varteks Varaždin - Zara - NK Zagabria | Regione di Krapina e dello Zagorje      | Zagorec                              |                                      |                                      |         |
| - Belišće - Bjelovar - Cibalia - Croatia Đakovo - Croazia Zagabria - Dubrovnik - Hajduk Spalato - Inker Zaprešić - Marsonia - Osijek - Rijeka - Sebenico - Segesta - Varteks Varaždin - Zara - NK Zagabria | Regione di Sisak e della Moslavina      |                                      |                                      |                                      |         |
| - Belišće - Bjelovar - Cibalia - Croatia Đakovo - Croazia Zagabria - Dubrovnik - Hajduk Spalato - Inker Zaprešić - Marsonia - Osijek - Rijeka - Sebenico - Segesta - Varteks Varaždin - Zara - NK Zagabria | Regione di Karlovac                     |                                      |                                      |                                      |         |
| - Belišće - Bjelovar - Cibalia - Croatia Đakovo - Croazia Zagabria - Dubrovnik - Hajduk Spalato - Inker Zaprešić - Marsonia - Osijek - Rijeka - Sebenico - Segesta - Varteks Varaždin - Zara - NK Zagabria | Regione di Varaždin                     | Varaždin                             |                                      |                                      |         |
| - Belišće - Bjelovar - Cibalia - Croatia Đakovo - Croazia Zagabria - Dubrovnik - Hajduk Spalato - Inker Zaprešić - Marsonia - Osijek - Rijeka - Sebenico - Segesta - Varteks Varaždin - Zara - NK Zagabria | Regione di Koprivnica e Križevci        | Slaven Belupo                        |                                      |                                      |         |
| - Belišće - Bjelovar - Cibalia - Croatia Đakovo - Croazia Zagabria - Dubrovnik - Hajduk Spalato - Inker Zaprešić - Marsonia - Osijek - Rijeka - Sebenico - Segesta - Varteks Varaždin - Zara - NK Zagabria | Regione di Bjelovar e della Bilogora    |                                      |                                      |                                      |         |
| - Belišće - Bjelovar - Cibalia - Croatia Đakovo - Croazia Zagabria - Dubrovnik - Hajduk Spalato - Inker Zaprešić - Marsonia - Osijek - Rijeka - Sebenico - Segesta - Varteks Varaždin - Zara - NK Zagabria | Regione litoraneo-montana               | Orijent                              |                                      |                                      |         |
| - Belišće - Bjelovar - Cibalia - Croatia Đakovo - Croazia Zagabria - Dubrovnik - Hajduk Spalato - Inker Zaprešić - Marsonia - Osijek - Rijeka - Sebenico - Segesta - Varteks Varaždin - Zara - NK Zagabria | Regione della Lika e di Segna           |                                      |                                      |                                      |         |
| - Belišće - Bjelovar - Cibalia - Croatia Đakovo - Croazia Zagabria - Dubrovnik - Hajduk Spalato - Inker Zaprešić - Marsonia - Osijek - Rijeka - Sebenico - Segesta - Varteks Varaždin - Zara - NK Zagabria | Regione di Virovitica e della Podravina | Mladost 127                          |                                      |                                      |         |
| - Belišće - Bjelovar - Cibalia - Croatia Đakovo - Croazia Zagabria - Dubrovnik - Hajduk Spalato - Inker Zaprešić - Marsonia - Osijek - Rijeka - Sebenico - Segesta - Varteks Varaždin - Zara - NK Zagabria | Regione di Požega e della Slavonia      | Slavonija Požega                     |                                      |                                      |         |
| - Belišće - Bjelovar - Cibalia - Croatia Đakovo - Croazia Zagabria - Dubrovnik - Hajduk Spalato - Inker Zaprešić - Marsonia - Osijek - Rijeka - Sebenico - Segesta - Varteks Varaždin - Zara - NK Zagabria | Regione di Brod e della Posavina        | Slavonac CO                          |                                      |                                      |         |
| - Belišće - Bjelovar - Cibalia - Croatia Đakovo - Croazia Zagabria - Dubrovnik - Hajduk Spalato - Inker Zaprešić - Marsonia - Osijek - Rijeka - Sebenico - Segesta - Varteks Varaždin - Zara - NK Zagabria | Regione zaratina                        | Hrvatski vitez Posedarje             |                                      |                                      |         |
| - Belišće - Bjelovar - Cibalia - Croatia Đakovo - Croazia Zagabria - Dubrovnik - Hajduk Spalato - Inker Zaprešić - Marsonia - Osijek - Rijeka - Sebenico - Segesta - Varteks Varaždin - Zara - NK Zagabria | Regione di Osijek e della Baranja       | Olimpija Osijek                      |                                      |                                      |         |
| - Belišće - Bjelovar - Cibalia - Croatia Đakovo - Croazia Zagabria - Dubrovnik - Hajduk Spalato - Inker Zaprešić - Marsonia - Osijek - Rijeka - Sebenico - Segesta - Varteks Varaždin - Zara - NK Zagabria | Regione di Sebenico e Tenin             |                                      |                                      |                                      |         |
| - Belišće - Bjelovar - Cibalia - Croatia Đakovo - Croazia Zagabria - Dubrovnik - Hajduk Spalato - Inker Zaprešić - Marsonia - Osijek - Rijeka - Sebenico - Segesta - Varteks Varaždin - Zara - NK Zagabria | Regione di Vukovar e della Sirmia       | Dilj Vinkovci                        |                                      |                                      |         |
| - Belišće - Bjelovar - Cibalia - Croatia Đakovo - Croazia Zagabria - Dubrovnik - Hajduk Spalato - Inker Zaprešić - Marsonia - Osijek - Rijeka - Sebenico - Segesta - Varteks Varaždin - Zara - NK Zagabria | Regione spalatino-dalmata               | RNK Spalato                          |                                      |                                      |         |
| - Belišće - Bjelovar - Cibalia - Croatia Đakovo - Croazia Zagabria - Dubrovnik - Hajduk Spalato - Inker Zaprešić - Marsonia - Osijek - Rijeka - Sebenico - Segesta - Varteks Varaždin - Zara - NK Zagabria | Regione istriana                        | Jadran Parenzo                       |                                      |                                      |         |
| - Belišće - Bjelovar - Cibalia - Croatia Đakovo - Croazia Zagabria - Dubrovnik - Hajduk Spalato - Inker Zaprešić - Marsonia - Osijek - Rijeka - Sebenico - Segesta - Varteks Varaždin - Zara - NK Zagabria | Regione raguseo-narentana               | Dubrovnik                            |                                      |                                      |         |
| - Belišće - Bjelovar - Cibalia - Croatia Đakovo - Croazia Zagabria - Dubrovnik - Hajduk Spalato - Inker Zaprešić - Marsonia - Osijek - Rijeka - Sebenico - Segesta - Varteks Varaždin - Zara - NK Zagabria | Regione del Međimurje                   | Budućnost Hodošan                    |                                      |                                      |         |
| - Belišće - Bjelovar - Cibalia - Croatia Đakovo - Croazia Zagabria - Dubrovnik - Hajduk Spalato - Inker Zaprešić - Marsonia - Osijek - Rijeka - Sebenico - Segesta - Varteks Varaždin - Zara - NK Zagabria | Città di Zagabria                       | Špansko Zagabria                     | Sesvete                              |                                      |         |

### Riepilogo
| 1ª Divisione 1.HNL | 2ª Divisione 2.HNL | Divisioni inferiori    |
| --- | --- | ---------------------- |
| Croazia Zagabria Hajduk Spalato Mladost 127 Osijek Rijeka Samobor Sebenico Slaven Belupo Varteks Varaždin Zara NK Zagabria | Belišće Bjelovar Budućnost Hodošan Cibalia Croatia Đakovo Croatia Sesvete Dilj Vinkovci Dubrovnik Hrvatski vitez Posedarje Inker Zaprešić Jadran Parenzo Marsonia Olimpija Osijek Orijent Segesta Slavonija Požega RNK Spalato Špansko Zagabria Varaždin PIK Vrbovec | Slavonac CO            |
| non ammesse: | |                        |
| Hrvatski dragovoljac | le altre 62 squadre | tutte le altre squadre |

### Calendario
| Turno                | Gare           | Date                                 | Numero gare | Riduzione squadre |
| -------------------- | -------------- | ------------------------------------ | ----------- | ----------------- |
| Sedicesimi di finale | Gara unica     | 5 e 6 agosto 1997                    | 16          | 32 → 16           |
| Ottavi di finale     | Gara unica     | 9 e 24 settembre 1997                | 8           | 16 → 8            |
| Quarti di finale     | Andata/Ritorno | 14 e 26 ottobre 1997 22 ottobre 1997 | 8           | 8 → 4             |
| Semifinali           | Andata/Ritorno | 1º aprile 1998 15 aprile 1998        | 4           | 4 → 2             |
| Finale               | Andata/Ritorno | 6 maggio 1998 14 maggio 1998         | 2           | 2 → 1             |

## Sedicesimi di finale
| Squadra 1                | Risultato             | Squadra 2        |
| ------------------------ | --------------------- | ---------------- |
| 3 agosto 1997            |                       |                  |
| Hrvatski vitez Posedarje | 1 – 3                 | Hajduk Spalato   |
| 5 agosto 1997            |                       |                  |
| Slavonac CO              | 0 – 5                 | Croazia Zagabria |
| 6 agosto 1997            |                       |                  |
| Samobor                  | 0 – 1                 | NK Zagabria      |
| Olimpija Osijek          | 0 – 3                 | Rijeka           |
| Jadran Parenzo           | 2 – 1                 | Segesta          |
| RNK Spalato              | 2 – 1                 | Marsonia         |
| Varaždin                 | 1 – 2                 | Varteks Varaždin |
| Slaven Belupo            | 2 – 0                 | Belišće          |
| PIK Vrbovec              | 1 – 4                 | Zara             |
| Špansko Zagabria         | 3 – 1                 | Bjelovar         |
| Budućnost Hodošan        | 2 – 1                 | Sebenico         |
| Dilj Vinkovci            | 1 – 0                 | Inker Zaprešić   |
| Badel Sesvete            | 1 – 0 (dts)           | Dubrovnik        |
| Slavonija Požega         | 1 – 2                 | Croatia Đakovo   |
| Orijent                  | 2 – 1                 | Cibalia          |
| 7 agosto 1997            |                       |                  |
| Mladost 127              | 2 – 2 (dts) (5-4 dtr) | Osijek           |

## Ottavi di finale
Tutte le gare sono state disputate in giorni diversi, dal 9 settembre al 15 ottobre 1997.
| Squadra 1         | Risultato             | Squadra 2        |
| ----------------- | --------------------- | ---------------- |
| Budućnost Hodošan | 1 – 2                 | NK Zagabria      |
| Dilj Vinkovci     | 2 – 1                 | RNK Spalato      |
| Croatia Đakovo    | 0 – 0 (dts) (2-4 dtr) | Varteks Varaždin |
| Badel Sesvete     | 2 – 1                 | Zara             |
| Rijeka            | 0 – 2                 | Orijent          |
| Jadran Parenzo    | 0 – 1                 | Mladost 127      |
| Croazia Zagabria  | 11 – 0                | Špansko Zagabria |
| Hajduk Spalato    | 3 – 1                 | Slaven Belupo    |

## Quarti di finale
Tutte le gare sono state disputate in giorni diversi nel mese di ottobre 1997, eccetto le due gare fra Hajduk Spalato e Mladost 127, disputate a dicembre.
| Squadra 1      | Totale          | Squadra 2        | Andata | Ritorno |
| -------------- | --------------- | ---------------- | ------ | ------- |
| Dilj Vinkovci  | 4 – 8           | NK Zagabria      | 2 – 5  | 2 – 3   |
| Orijent        | 0 – 0 (0-3 dtr) | Varteks Varaždin | 0 – 0  | 0 – 0   |
| Badel Sesvete  | 2 – 5           | Croazia Zagabria | 1 – 1  | 1 – 4   |
| Hajduk Spalato | 3 – 1           | Mladost 127      | 2 – 1  | 1 – 0   |

## Semifinali
| Squadra 1        | Totale | Squadra 2      | Andata     | Ritorno    |
| ---------------- | ------ | -------------- | ---------- | ---------- |
|                  |        |                | 01.04.1998 | 15.04.1998 |
| Croazia Zagabria | 7 – 0  | NK Zagabria    | 4 – 0      | 3 – 0      |
| Varteks Varaždin | 3 – 1  | Hajduk Spalato | 2 – 1      | 1 – 0      |

## Finale
| Squadra 1        | Totale | Squadra 2        | Andata     | Ritorno    |
| ---------------- | ------ | ---------------- | ---------- | ---------- |
|                  |        |                  | 06.05.1998 | 14.05.1998 |
| Varteks Varaždin | 1 – 3  | Croazia Zagabria | 0 – 1      | 1 – 2      |

### Andata
| Arbitro: | Vitković (Vinkovci) |

|  |           |           |
|  | Marcatori | 82’ Mikić |

| VARTEKS       |  |                    |  |     |
|               |  |                    |  |     |
|               |  | Ivica Solomun      |  |     |
|               |  | Ivan Režić         |  | 60’ |
|               |  | Danijel Hrman      |  |     |
|               |  | Dražen Besek       |  |     |
|               |  | Samir Toplak       |  |     |
|               |  | Dražen Madunović   |  |     |
|               |  | Robert Težački     |  | 62’ |
|               |  | Andrija Balajić    |  |     |
|               |  | Tomislav Vincelj   |  |     |
|               |  | Dražen Horvat      |  | 74’ |
|               |  | Marko Topić        |  |     |
| Sostituzioni: |  |                    |  |     |
|               |  | Silvester Sabolčki |  | 60’ |
|               |  | Mario Obadić       |  | 62’ |
|               |  | Dejan Car          |  | 74’ |
| Allenatore:   |  |                    |  |     |
| Dražen Besek  |  |                    |  |     |

| CROATIA         |  |                   |  |     |
|                 |  |                   |  |     |
|                 |  | Dražen Ladić      |  |     |
|                 |  | Tomislav Rukavina |  |     |
|                 |  | Mario Cvitanović  |  |     |
|                 |  | Igor Bišćan       |  |     |
|                 |  | Stjepan Tomas     |  |     |
|                 |  | Krunoslav Jurčić  |  |     |
|                 |  | Danijel Šarić     |  |     |
|                 |  | Robert Prosinečki |  |     |
|                 |  | Mark Viduka       |  | 88’ |
|                 |  | Silvio Marić      |  | 76’ |
|                 |  | Vladimir Petrović |  | 46’ |
| Sostituzioni:   |  |                   |  |     |
|                 |  | Mihael Mikić      |  | 46’ |
|                 |  | Joško Jeličić     |  | 76’ |
|                 |  | Tomislav Šokota   |  | 88’ |
| Allenatore:     |  |                   |  |     |
| Zlatko Kranjčar |  |                   |  |     |

### Ritorno
| Arbitro: | Trivković (Spalato) |

|                      |           |           |
| Viduka 52’ Mikić 83’ | Marcatori | 38’ Topić |

| CROATIA         |  |                   |  |     |
|                 |  |                   |  |     |
|                 |  | Dražen Ladić      |  |     |
|                 |  | Danijel Šarić     |  | 70’ |
|                 |  | Tomislav Rukavina |  |     |
|                 |  | Dario Šimić       |  |     |
|                 |  | Stjepan Tomas     |  |     |
|                 |  | Krunoslav Jurčić  |  |     |
|                 |  | Edin Mujčin       |  | 46’ |
|                 |  | Robert Prosinečki |  |     |
|                 |  | Mark Viduka       |  |     |
|                 |  | Silvio Marić      |  |     |
|                 |  | Mihael Mikić      |  | 58’ |
| Sostituzioni:   |  |                   |  |     |
|                 |  | Damir Krznar      |  | 46’ |
|                 |  | Igor Bišćan       |  | 58’ |
|                 |  | Tomislav Šokota   |  | 70’ |
| Allenatore:     |  |                   |  |     |
| Zlatko Kranjčar |  |                   |  |     |

| VARTEKS       |  |                  |  |     |
|               |  |                  |  |     |
|               |  | Ivica Solomun    |  |     |
|               |  | Ivan Režić       |  |     |
|               |  | Samir Toplak     |  |     |
|               |  | Dražen Besek     |  |     |
|               |  | Robert Težački   |  | 74’ |
|               |  | Zoran Kastel     |  | 55’ |
|               |  | Dražen Madunović |  |     |
|               |  | Danijel Hrman    |  |     |
|               |  | Marko Topić      |  |     |
|               |  | Miljenko Mumlek  |  |     |
|               |  | Andrija Balajić  |  | 87’ |
| Sostituzioni: |  |                  |  |     |
|               |  | Mario Obadić     |  | 55’ |
|               |  | Dejan Car        |  | 74’ |
|               |  | Dražen Horvat    |  | 87’ |
| Allenatore:   |  |                  |  |     |
| Dražen Besek  |  |                  |  |     |

## Marcatori
| Pos. | Giocatore         | Squadra          | Reti |
| ---- | ----------------- | ---------------- | ---- |
| 1    | Vladimir Petrović | Croazia Zagabria | 7    |
| 2    | Renato Jurčec     | Croazia Zagabria | 5    |
| 2    | Mark Viduka       | Croazia Zagabria | 5    |
| 4    | Hari Vukas        | NK Zagabria      | 4    |
| 5    | Dean Računica     | Hajduk Spalato   | 3    |
| 5    | Darko Vukić       | NK Zagabria      | 3    |